# Manhattan (Montana)
Manhattan è un centro abitato (town) degli Stati Uniti d'America della contea di Gallatin nello Stato del Montana. La popolazione era di 1.520 persone al censimento del 2010. Fa parte dell'area statistica micropolitana di Bozeman.

## Geografia fisica
Manhattan è situata a 45°51′27″N 111°19′52″W (45.857367, -111.331005).
Secondo lo United States Census Bureau, ha un'area totale di 1,93 miglia quadrate (5,00 km²).

## Società

### Evoluzione demografica
Secondo il censimento del 2010, c'erano 1,520 persone.

### Etnie e minoranze straniere
Secondo il censimento del 2010, la composizione etnica della città era formata dal 96,2% di bianchi, lo 0,1% di afroamericani, lo 0,3% di nativi americani, lo 0,7% di asiatici, lo 0,1% di oceanici, lo 0,3% di altre razze, e il 2,3% di due o più etnie. Ispanici o latinos di qualunque razza erano il 2,6% della popolazione.